# الملصقات خلال الحرب الأهلية الإسبانية

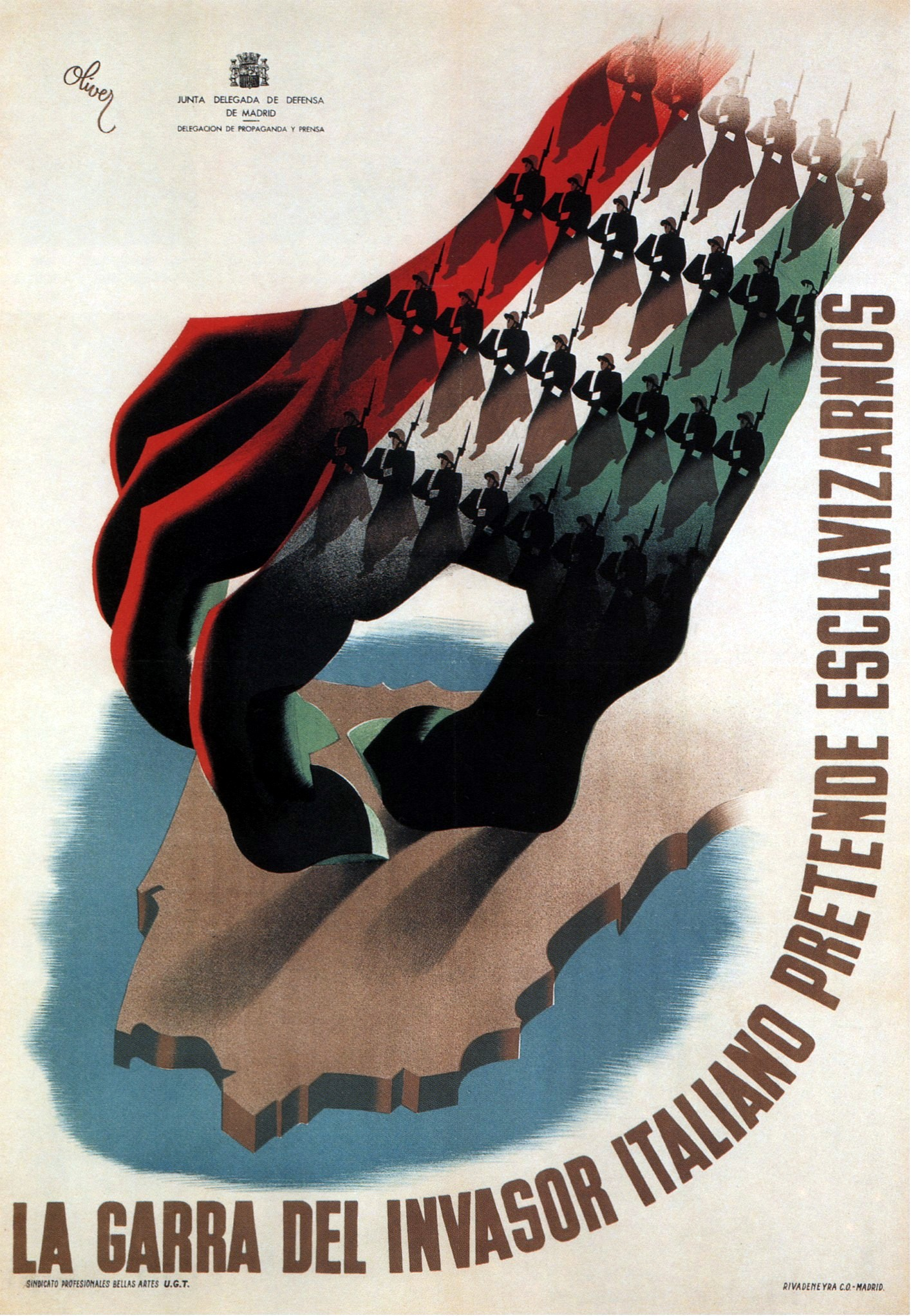
ملصق مضاد للفاشية يدين التدخل الأجنبي الإيطالي في الصراع الأهلي الإسباني

كانت الملصقات خلال الحرب الأهلية الإسبانية أداة سياسية واجتماعية، وظفتها حكومة الجمهورية والطوائف المختلفة أيديولوجيا، التي شاركت في الصراع بعد الضربة العسكرية في 18 يوليو عام 1936.
ويُحتفظ في الأرشيف العام للحرب الأهلية الإسبانية الموجود في مكتبة مدريد، الذي تأسس عام 1979، علي مجموعة قيمة من الملصقات بمجمل 2280 قطعة مختلفة الفصائل ومتعددة المصادر.
وهناك قائمة طويلة من الفنانين الجرافيكيين والرسامين والنحاتين والمثقفين في مختلف حركاتهم شاركوا في إنتاج تلك الملصقات، ويمكن اختيار بعضهم كمراجع مثل: راون وبرداسانو وفنتسرو وارتيت وبرياتو وسوينس من تيجادا وبلبيرد ليسارت أو الأخوه ارتورو وبسينت بايستر ماركو.

## الأرشيف العام للحرب الأهلية
أعطى المحتوى الدرامي للحرب الأهلية، الذي تطور في إسبانيا بين عامي 1936 و1939، دافعا إبداعيا مهما لفناني الجرافيك ومحددات الوسط الثقافي. وقتها تحولت الملصقات السياسية إلى استعراض شعبي للشعارات الخاصة بالحكومة والاحزاب السياسية والنقابات والإدارة الدعائية الخاصة بالتمرد العسكري.

### الأعمال المُصادرة
جرى تجميع الكثير من المواد المحفوظة في الأرشيف العام للحرب الأهلية أو الاستيلاء عليها من قبل المندوبية الوطنية للخدمات الوثائقية، التي جرى إنشاؤها في عام 1944 من المنظمات التي ظهرت في عام 1937 ثُم فُككت في عام 1977. وتتألف منظمة الرقابة والدعاية هذه من قسمين: السياسية والاجتماعية والخاصة (وبها أكثر من 1280 وثيقة مصادرة في الأراضي الجمهورية، بما في ذلك ملصقات قبل الحرب، بين 1931-1936)؛ والقسم الخاص المسؤول عن الملفات المتعلقة بـ الماسونية والمنظمات الأخرى المضطهدة من قبل الكاثوليكية الرسمية لفرانكو.

### مجموعة أرميرو
يحتفظ الأرشيف العام للحرب الأهلية الإسبانية أيضا ب 876 قطعة من المجموعة المجمعة علي يد الكاتب المقالي خوسيه ماريو أرميرو، والتي استحوذت عليها الدولة عام 2001. تضم بينها وثائق وكتب وصحف وتوجد عناصر مجمعة ذات قيم تراثية أنتجها الحزب الوطني طبعت فورا بعد الحرب.

## التصنيف
يمكن ترتيب موضوعات الملصقات المجمعة في الأرشيف إلى الأصناف الآتية:
- الأنشطة المتصلة بالقوات العسكرية والتجنيد والتعبئة وتعزيز الانضباط وتعدد القوانين والتعليمات.
- شعارات الحرب.
- الرسائل الأيديولوجية، خاصة في التلميحات المعادية للفاشية.
- الملصقات المشيرة الي التدخل الأجنبي (من الحزبين).
- اقتصاد الحرب، انحدار العمالة والزراعية.
- الرسومات الكاريكاتورية لأشخاص ومجموعات من الحزب المضاد.
- الملصقات التابعة للتيار الفوضوي والخاصة بالثورة.
- الملصقات التي تُعلن في المنشورات أو علي اللوحات الإعلانية الخاصة بالصحافة.
- الملصقات المُكرسة لتعليم الكبار.
- الملصقات الاستغاثية وملصقات الجمعيات التي تقدم الاهتمام بها التضامن معها.
- الملصقات الخاصة بحماية الاطفال.
- الملصقات المُكرسة للمرأة ومساهمتها الفعالة في القوات العسكرية.

## الطباعة والتمويل
كانت الأماكن الأساسية للطباعة في مدريد، وبرشلونة وفالينسيا حيث عاصرت مقاومة هذه المدن والفصائل الموالية للجمهورية بها الكثير من التطور في الفن الجرافيكي، ولكن أيضًا يجدر ذكر المطابع المتواجدة في بلبيا وقشتالة وسانتا ندرو أو خيخون والمتواجده خارج إسبانيا مثل باريس وموسكو ولينينغراد.
ومن بين المحررين الأكثر إنتاجًا نجد وزير التعليمات العامة ووزير الدعاية للجمهورية الإسبانية الثانية، ومن بين الممارسين (النقابات، والاحزاب السياسية والجمعيات) إضافة إلى الاتحاد العام للعمال، والحزب الاشتراكي الإسباني، والاتحاد الوطني للجمعية العالمية للعمال والشباب الأحرار، والكتيبة الأسبانية، بالإضافة إلي منظمات مثل «رأس الجبهة» أو الجمعيات المصادقة للاتحاد السوفيتي.

## الحزب الوطني
استخدم الفصيل المتمرد ملصقات عن وحدة أسبانيا، عن الإيمان والمسيحية، والخط القوطي(استخدم من قبل هتلر خلال النازية) ونموذجية الإنسان الخارق. بالمثل ظهر علم الرموز المبني علي الفاشية أو الانتصارية مثل النسر ذو الرأسين أو النير والأسهم والصليب المعقوف (يميل إلي اتجاه معاكس للتقاليد). ويبرز في ذلك سينز من تيجادا وخواكين بالبيرده وأيضا من المعتاد ضم توادورو واربيره دلجادو، خوسي كابيرو، خ.خ.اتشا وخ.ولاسجاستي.

## الحزب الجمهوري

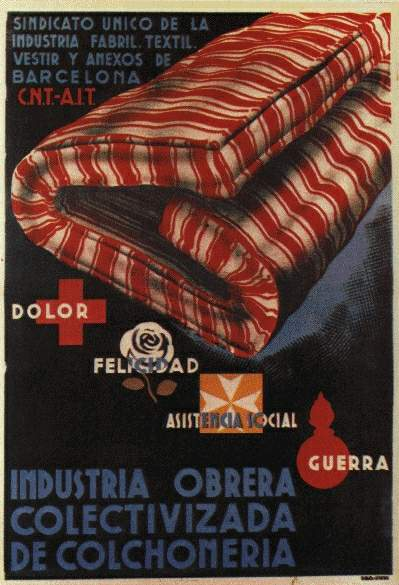
الصناعة العمالية المجمعة للفراشة" ملصق مزور أعلن من قبل الحكومة الثانية للجمهورية الاسبانية

«الصناعة العماليه المجمعة للمفروشات» هي جملة علي ملصق مزور أعلن من قبل الحكومة الثانية للجمهورية الاسبانية في 13 مايو عام 1937.
يتسلط الضوء في ملصقات الفصيل الجمهوري علي أهمية التعليم، والنضال ضد الفاشية، وضروره الانضباط، وشعارات من أجل الشركات الممولة، الخ. وبالأخذ بعين الاعتبار لهذه الرموز، فقد تمثلوا في المنجل، والمطرقة وأدوات صناعية أخرى (مثل التروس أو المفارق) والنجمة ذات الخمس نقاط.
ومن بين قائمة طويلة من الفنانين المختلفين بالأيدلوجية والمهارات، يبرز أسماء مثل اوريليو ارتيتا، الأخوه ارتورو وبسينتي بيستره ماركو، بردسانو، فنسيره، مانولو برياتو، امادو وليبير، ماوبريبث اة خوسب رناو. 

## علم الرموز
من المثير للاهتمام تحليل الشفرات والمفاهيم لهذه الرموز المختلفة من أجل فهم أفضل للسياق والمعني الخاص لبعض من هذه الملصقات والتي يظهر فيها هذه الرموز:
- النسر: يعتبر النسر علي المستوي العالمي ملك الطيور وأيضا يستخدم كرمز الشمس، الولاء، ويمثل السلطة، القوة، النصر والفخر.
- التاج: يرمز للسيادة، ويمثل الجزء الأكثر نبلا في الشخص.
- النيرو لاسهم: معروف كرمز للفاشية الاسبانية. هذا الرمز يمثل اتحاد العائلة المالكة الكاثوليكية. والاتحاد بين المملكتين الأكثر أهمية في الجزيرة الأيبيرية.
- الصليب المعقوف: منذ اللحظة الأولي وهو رمز إيجابي، وهو رمز هندوسي يمثل الحظ، وقد اتخذه هتلر كرمز للنازية.
- المطرقة والمنجل: المنجل يمتلك الشكل الخاص للقمر المتزايد، يمثل الوقت والموت، يمثل الدورة السنوية للتجدد، ولقد اجتمع الرمزان لتكوين رمز الاتحاد السوفيتي القديم، وفي الواقع يمثلان الحركة الاشتراكية.
- النجمه الحمراء ذات الخمس نقاط: الخمس نقاط تمثل الخمس قارات، أيضا، استخدامها الأكثر شيوعا كان في الحركة العلمانية والاجتماعية. ولكن تمثل أيضا طبقات المجتمع الخمس: الشباب، العسكريون، العمال، المزارعون والمثقفون.
- اللون الأحمر: لون الحياة، الدم، النار. الحب والحرب، وفي كثير من الأحيان يمثل النبلاء.
- اللون الأصفر: لون الشمس، النور والذهب الأصفر. وفي أوروبا، يرتبط اللون الأصفر بالجبن. هو اللون الأكثر شيوعا ولذلك يجري توظيفه كعلامة للتحذير. أيضا في بعض الأحيان، كما يقال، يُستخدم كرمز للعلوم والتفكير العلمي.